# یواس‌سی‌جی‌سی کاتناری (دبلیووای‌تی‌ال-۶۵۶۰۶)
یواس‌سی‌جی‌سی کاتناری (دبلیووای‌تی‌ال-۶۵۶۰۶) (به انگلیسی: USCGC Catenary (WYTL-65606)) یک کشتی بود که طول آن ۶۴ فوت ۱۱ اینچ (۱۹٫۷۹ متر) بود. این کشتی در سال ۱۹۶۲ ساخته شد.